# 紺野真晝
紺野真晝（日语：／ Konno Mahiru，1977年4月12日—，本名濱田里佳子），是日本大阪府豐中市出身的女演員，原寶塚歌劇團雪組主演娘役。血型A型，左撇子。

## 經歷
從四歲開始學習古典芭蕾。
1994年入學寶塚音樂學校，1996年進入寶塚歌劇團。由於優秀的成績和容貌，很早就受到注目，在入團七年以下的下級生時代，擔任過七次新人公演的女主角。此後一直被視為娘役TOP STAR的接班人選之一。 同期生有涼紫央,壮一帆。
1997年寶塚82期生組成偶像團體t.a.p (Takarazuka angel project)，發行單曲「My Fair Angel」，配合Lion洗髮精「Hair」系列廣告主題曲。
2001年10月11日，寶塚歌劇團宣佈為下一任雪組主演娘役 （页面存档备份，存于） 。
2002年成為雪組娘役TOP STAR，2002年9月23日在劇團的方針之下與男役TOP STAR繪麻緒悠同時退團。TOP披露作品同時也是退團公演。
2003年加入經紀公司FLaMme，參與NHK晨間連續劇《開朗家族》演出後，開始日後電影、電視劇和舞台劇的演出。
2005年預定演出NTV電視劇《瑠璃之島》，但因拍攝中遭遇事故，腰部骨折而臨時換角，改由同事務所演員西山繭子替代演出。
2007年演出日本富士電視台《花樣少年少女》原秋葉角色。
2008年主演推理劇《相棒》電影版「鑑識・米澤守的事件簿」女主角，一人分飾兩角，預定2009年春季上映。

## 演藝作品

### 電視
- 2003年 俺は鰯 / WOWOW / 李慧敏
- 2003年 開朗家族 / NHK / 巖田春子
- 2004年 Home Drama / TBS / 新見まゆみ
- 2004年 結婚進行式 / NHK / 高見澤恭子
- 2004年 爸氣十足2 / TBS / 日高かずえ
- 2005年 給飛鳥與尚未出世的孩子SP/ CX
- 2006年 小早川伸木之戀 / CX / 作田カナ
- 2006年 水手服與機關鎗 / TBS / 手塚直子（3）
- 2006年 役者魂 / CX / 本能寺美津子
- 2006年 遙遠的約定 / CX / 蜂谷久美子
- 2007年 花樣少年少女 / CX / 原秋葉
- 2007年 長婚之路SP / TBS / 吉田薰
- 2007年 風林火山 / NHK / 於琴姬（35）（36）
- 2007年 我的野蠻媽咪 / CX / 巖崎景子 （4）（5）
- 2008年 最喜歡你!!柚子的育兒日記 / TBS / 安西真紀
- 2008年 求婚大作戰SP / CX / 柴田幸子
- 2008年 你不是犯人吧？ / ANB / 習志野京香（6）
- 2008年 怪物家長 / CX / 野田惠美子（2）
- 2008年 花樣少年少女 卒業式SP / CX / 原秋葉
- 2008年 252生存訊號 / NTV / 三枝涼子
- 2008年 紅綫 / CX / （特別出演）
- 2009年 破案天才奇娜 / NTV/ 澀澤瞳（3）
- 2009年 白之春 / KTV/ 高村真理子
- 2009年 世界奇妙物語秋季特別篇 2009「夢的檢閱官」/ CX / 森崎明日美
- 2010年 決定不哭的日子 / CX / 栗田琴美
- 2010年 新參者 / TBS / 北村美雪
- 2010年 絕對零度-未解決事件特命搜查 Last case/ CX / 百瀬静香
- 2010年 兽医杜立德 / TBS / 美智子（1）
- 2010年 Guilty～與惡魔訂契約的女人 / KTV / 川崎小枝子（4）
- 2010年 外交官 黑田康作 / CX / 霜村倫世
- 2011年 LADY～最後的犯罪畫像～ / TBS / 高井理惠子（6）
- 2011年 唐吉訶德 / NTV / 兒玉恭子
- 2011年 太陽公公 / NHK / 田所良子
- 2011年 砂之器 / EX / 三浦惠美子
- 2011年 妖怪人間貝姆 / NTV / 朝比奈光（4）
- 2012年 LUCKY 7 女王偵探社 / CX / 水沢沙己子（3）
- 2012年 愛麗絲 IN 詐欺遊戲 (Alice in Liar Game) / CX / 奥村清美
- 2012年 工藤新一京都新撰組殺人事件 / YTV / 杉田文子
- 2012年 三毛貓福爾摩斯的推理 / NTV / 有田令子（7）
- 2012年 LAST HOPE / CX / 吉野万奈美（4）
- 2013年 Specialist 特別篇1 / EX / 室町美也子
- 2013年 總會有辦法 / TBS / 中津惠理
- 2013年 警部補 矢部謙三 第二季/ EX / 篠原梓（4）
- 2013年 49 / NTV / 加賀美愛子
- 2014年 Specialist 特別篇2 / EX / 室町美也子
- 2014年 總會有辦法 第二季 / TBS / 中津惠理
- 2015年 Specialist 特別篇3 / EX / 室町美也子
- 2015年 Specialist 特別篇4 / EX / 室町美也子
- 2016年 靈異彼岸花 / NTV / 本郷早紀（3）
- 2016年 警視廳・搜查一課長 season1 / EX / 安西加奈子（9）
- 2017年 大岡越前 特別篇 / NHK BS Premium / 浜
- 2017年 警部補・碓冰弘一～殺人練習曲～ / EX / 碓氷喜子
- 2017年 重要参考人偵探 / EX / 柘植梓（5）
- 2018年 世界奇妙物語春季特別篇 2018「外遇警察」/ CX / 葛木陽子
- 2018年 直到雨停的那一天 / CX / 花田舞子
- 2018年 完美世界 / KTV / 高木楓
- 2019年 緋紅 / NHK / 橘廣惠
- 2020年 龍之道 雙面復仇者 / KTV、CX / 吉江律子
- 2020年 無賴刑事三世 / EX / 大角芽衣
- 2020年 姐姐的戀人 / KTV、CX / 岸本沙織
- 2021年 小太郎一個人生活 / EX / 和宮小夜梨
- 2021年 Night Doctor / CX / 越川法子（5）
- 2021年 Come Come Everybody / NHK / 小川澄子/小川未來
- 2021年 螺旋的迷宮-遺傳因子搜查- / TX / 白石由紀子（4）
- 2022年 邁向未來的倒數10秒 / EX / 西條真知子（7）
- 2022年 世界奇妙物語夏季特別篇 2022「不知何故銀座」/ CX / 羽鳥美津子
- 2022年 PICU 兒童加護病房 / CX / 佐渡京子（2・3）
- 2023年 我們之間沒有的 / CX / 關麻美（5）
- 2023年 Do It Yourself!! / TBS・MBS / 結愛賽兒芙的母親
- 2023年 我最差勁的朋友 / NHK / 笠松純子
- 2024年 大奧 / CX / お幸
- 2024年 極度不妥! / TBS / 栗田加世子（8）
- 2024年 95 / TX / 廣重悦子
- 2024年 小夫妻的火烤新婚生活 / ytv / 伏見京子
- 2024年 直到破壞了丈夫的家庭 / TX / 如月みのり的母親（1・2）
- 2025年 對岸的家事～這就是我的生存之道！～ / TBS / 村上詩穗的母親（1）
- 2025年 宛如粼光夫婦日和 / CX / 関谷さつき

### 網路劇
- 2018年 神探夏洛克小姐 / Hulu / 椎名有里沙（3）

### 電影
- 2006年 縣廳之星 / 篠崎貴子
- 2006年 調布空港 /
- 2008年 子貓的淚 / 和江
- 2009年 相棒系列 鑑識‧米澤守事件簿 / 真鍋知子
- 2010年 愛情PASTA～是世界上最美味的被愛方法～ / （友情出演）
- 2011年 Avatar / 阿武隈川恭子
- 2016年 小花的味噌湯 / 吉村奈津子

### 舞台劇
- 2003年 天國的書店 / ユイ
- 2005年 NEVER GONNA DANCE / Penny Carroll

### 寶塚歌劇團時期
- 1996年 マンハッタン不夜城 (初舞台)
- 1996年 虹のナターシャ（初新人公演女主角）
- 1996年 アナジ（初バウホール公演女主角）
- 2000年 ささら笹舟
- 2001年 アンナ･カレーニナ
- 2002年 殉情
- 2002年 追憶のバルセロナ/On the 5th（TOP披露暨退團公演）

### 寶塚時期相關連結
- 雪組　紺野まひる　音楽インタビュー （页面存档备份，存于）
- 大役アンナを自分なりに表現      雪組・紺野まひる （页面存档备份，存于）
- 退團記者會見 （页面存档备份，存于）

## 新聞
- 相棒スピンオフ『鑑識・米沢守』ヒロインは紺野まひる！ ニュース-ORICON STYLE- （页面存档备份，存于）

## 外部連結
- 官方網站
- FREAK TV 紺野まひるの目指せ！ホールインワン